# ويليام إل. نيكلسون
ويليام إل. نيكلسون (بالإنجليزية: William L. Nicholson III)‏ هو قائد عسكري أمريكي، ولد في 9 مارس 1926 في يونيون في الولايات المتحدة.